# Jessica Hayes
Jessica Hayes (Estats Units d'Amèrica, 1977) és una verge consagrada i professora de teologia catòlica. L'any 2018 va figurar entre les 100 dones més influents de l'any per a la BBC.

## Biografia
Jessica Hayes és consellera d'orientació i professora de teologia catòlica. Des de 2000, ensenya sobretot l'assignatura de moralitat, la dignitat de la dona i el sentit dels sagraments, donant classes a la Bishop Dwenger High School de Fort Wayne (Indiana). És a més l'encarregada d'ensenyar el catecisme als catecúmens adults de la parròquia Sant-Vincent-de-Paul. Al mateix temps, dona regularment conferències sobre assumptes diversos, com ara sobre la vocació religiosa o el paper de les dones a l'Església catòlica.
L'any 2013, després d'haver parlat amb un conseller espiritual, va decidir optar per la vocació de verge consagrada, no havent-hi mantingut mai abans cap plena relació amorosa. El 15 d'agost de 2015, va ser consagrada en la catedral de la Immaculada Concepció de Fort Wayne, durant una cerimònia que escenifica el casament amb Jesucrist. Així, dedica la seva vida a Déu jurant de quedar verge fins a la seva mort. Des d'aquesta data, es objecte regularment de reportatges i de documentals. És la primera verge consagrada de la seva diòcesi des de fa un quart de segle, i una de les 254 verges consagrades vivint als Estats Units l'any 2018. N'hi ha aproximadament 4.000 a tot el món, segons dades de l'any 2015. Hayes es considera com una religiosa que viu el segle actual.
El 6 de desembre de 2018 va aparèixer a un documental de la BBC America dedicat a les verges consagrades. Alguns dies més tard, la BBC indicava que Jessica Hayes figurava entre les 100 dones més influents del món.